# 吉田丘腹蛛
吉田丘腹蛛（学名：Episinus yoshidai），又名吉田氏菱蛛，为球蛛科丘腹蛛属的动物。分布于台湾岛等地。